# Riu de Santa Eulària

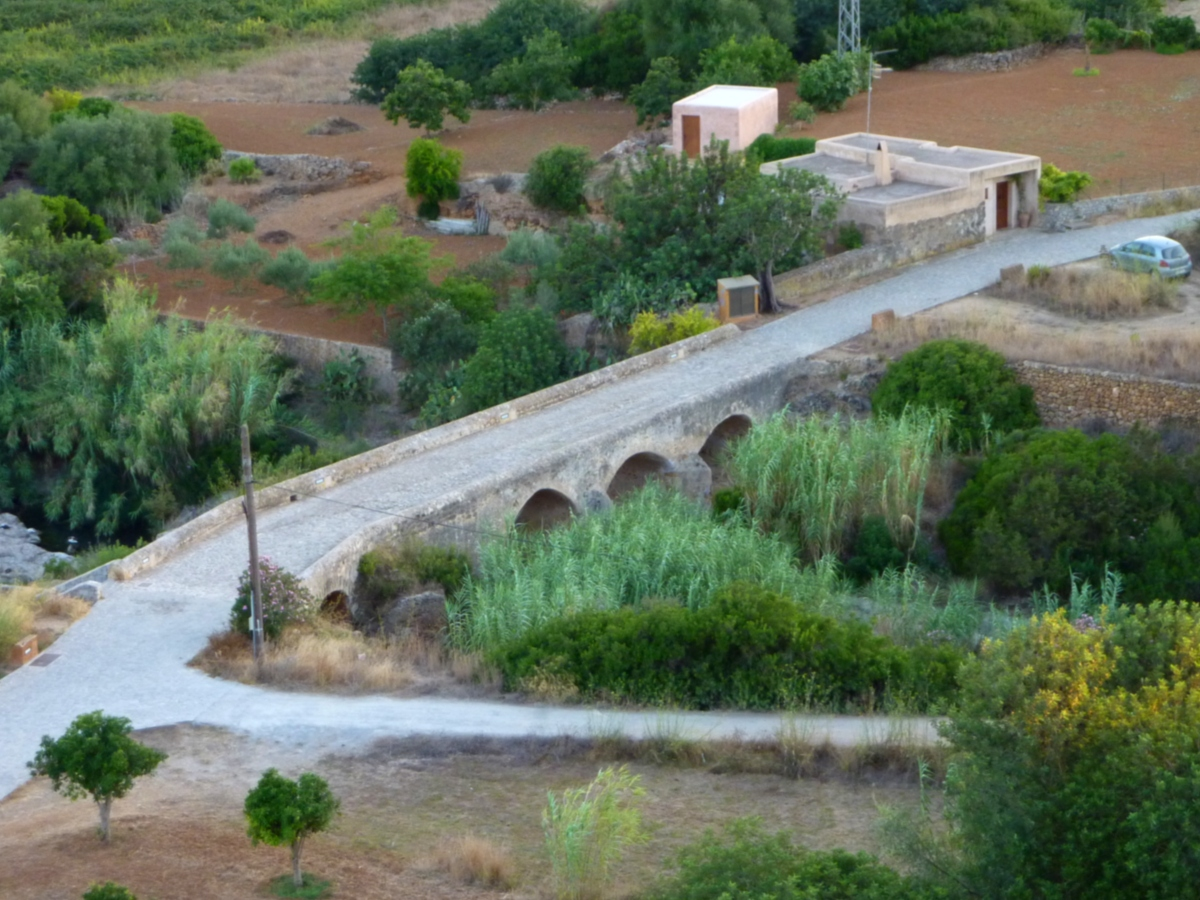
Pont Vell Santa Eulària

El riu de Santa Eulària, que recorre bona part del nord d'Eivissa, ha estat tradicionalment l'únic riu de les Illes Balears. Deu el seu nom al fet que desemboca a la vila de Santa Eulària i a la vegada el riu completa el nom de la vila, que s'anomena Santa Eulària des Riu. El torrent de Besora de Sant Antoni de Portmany, després de passar per Sant Joan de Labritja, en Santa Eulària des Riu, amb les aigües de la serra des Forn Nou, es transforma en el riu de Santa Eulària.
Fins a mitjan segle xx el riu va portar aigua tot l'any, però actualment només porta aigua després de pluges, com qualsevol torrent. La major part de l'illa d'Eivissa està formada per muntanyes no molt altes i aquestes muntanyes ho estan bàsicament per roca calcària, que és permeable. Per aquest motiu la major part de l'illa és un gran aqüífer, fins al punt que hi ha diversos brolls naturals d'aigua. Així, el riu de Santa Eulària, que en principi seria un torrent, s'alimentava durant tot l'any d'aigües subterrànies, complint la característica bàsica de qualsevol riu: portar aigua de forma contínua.
A mitjan segle XX l'explotació dels aqüífers s'intensifica i el riu s'asseca, duent aigua només després de les precipitacions. Així, avui en dia és discutible i discutit que se'n pugui dir riu més enllà de la toponímia. Morfològicament, només semblava un riu a la zona de la desembocadura. Diversos torrents van a parar al riu de Santa Eulària. A l'interior era un rierol que no podia modificar morfològicament el seu entorn en la mesura que un riu ho hauria de fer. Només la zona anterior a la desembocadura, vora Santa Eulària, està modificada pel riu.
A sota del Puig de Missa de Santa Eulària hi havia hagut regadius i fins i tot molins fariners impulsats pel corrent del riu. Pels que defensen que se'l continuï considerant riu, un argument és que actualment encara corre de forma subterrània sota el seu llit. En hiverns especialment plujosos el riu encara pot portar aigua durant mesos. Durant bona part de l'hivern 2006-2007 el riu va córrer, cosa que no es veia des de feia molts anys, potser dècades. A l'interior, el riu també havia estat aprofitat pel regadiu, ja que els pagesos que tenien terres limitant amb ell feien servir regadores per canalitzar aigua del riu i aprofitar-la per regar. Això implicava necessàriament que els veïns que empraven el riu es posessin d'acord, perquè aturaven l'aigua de la regadora per complet durant un temps el dia que es volia regar, deixant els de més avall sense aigua. Amb aquest sistema també es feia arribar aigua a zones una mica més allunyades, com Es Canar.
La desembocadura del riu de Santa Eulària està envaïda pel mar uns cinc-cents metres i l'Ajuntament de Santa Eulària hi ha fet un passeig. A dins, llaüts i altres petites embarcacions la fan servir de moll.